# パンティストッキング

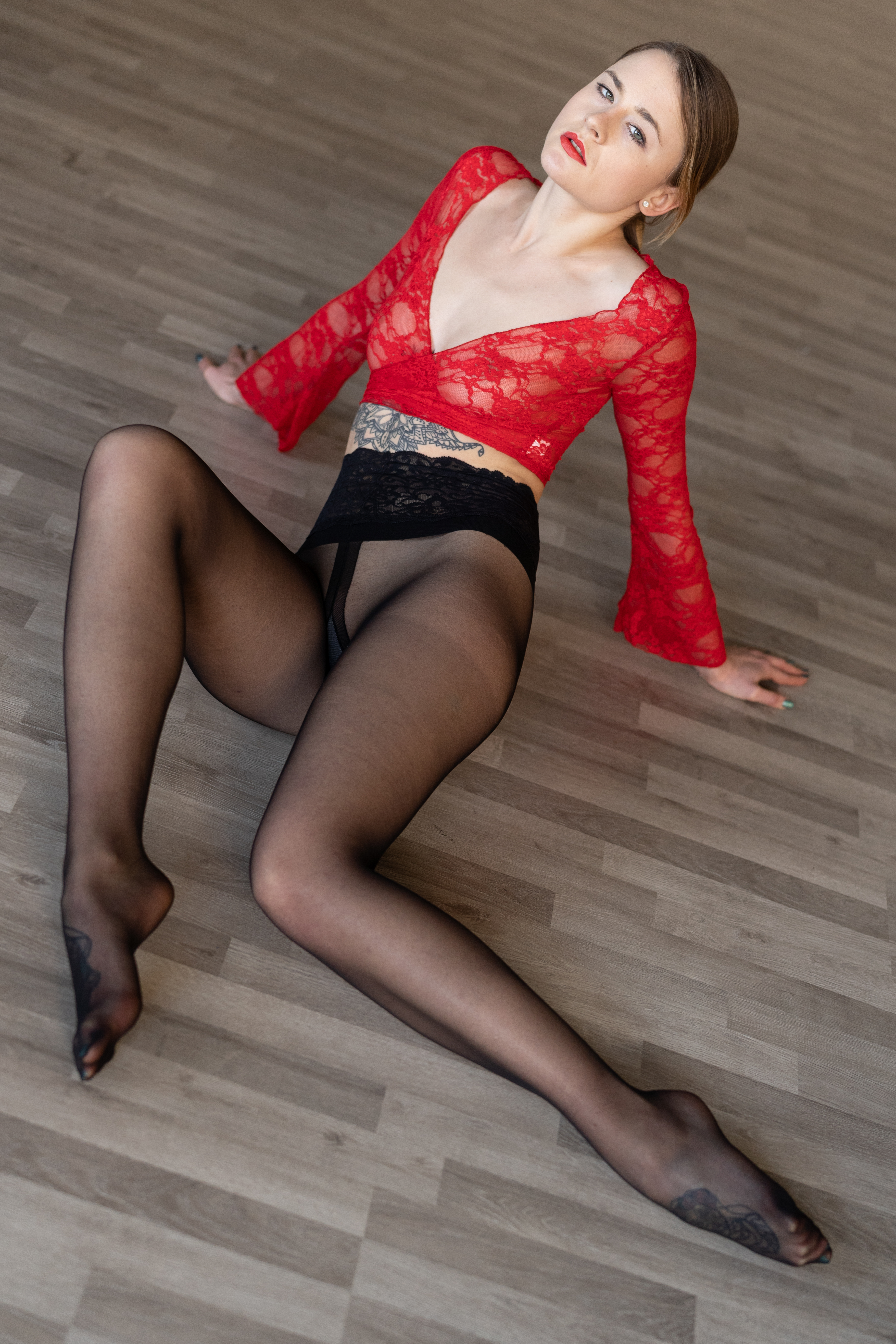
黒のパンティーストッキング

パンティストッキングあるいはパンティーストッキング（panty-stocking アメリカ英語: pantyhose、イギリス英語: tights、仏: collants）は、主に女性用の下半身を覆う衣料である。下着であるパンティーと長靴下であるストッキングが一体化されており、略称はパンスト。爪先から腰までを一足で覆うものを指す。

## 概要
パンティストッキングは和製英語で、米国ではpantyhose（パンティホース）、英国ではtightsと表記する。繊維が太く織り方が厚手（デニール）の物は、日本では特に区別してタイツと呼ばれる。
素材はナイロンとポリウレタンの混合。ナイロンは透明性と染色性、ポリウレタンは伸縮性の機能を備えている。主な用途は、防寒性とファッション性。2000年代頃からは、体型補正や浮腫み防止、脚の下肢静脈瘤治療の効果なども注目されている。
厚さは糸の太さの単位であるデニールで表される。デニールとは9000メートル分の糸の重さをグラム単位で表したもので、9000メートル分で20グラムの場合は20デニールになる。
輸入品は交編サポートが多いが、日本での主流はゾッキサポートで交編よりきめ細かく編まれるのが特徴である。
最近は伝線しにくい物も多い。材質はポリウレタン･ナイロン糸が使用されているため、熱に弱い。洗濯した後には、陰干しが良いとされている。
コンピュータ制御の自動織機で作られるため装置産業ではあるが、破れやすいことから目視での検査と手作業での箱詰めが必要になり、人件費がかかる国ではコスト圧縮に限界がある。

## 歴史

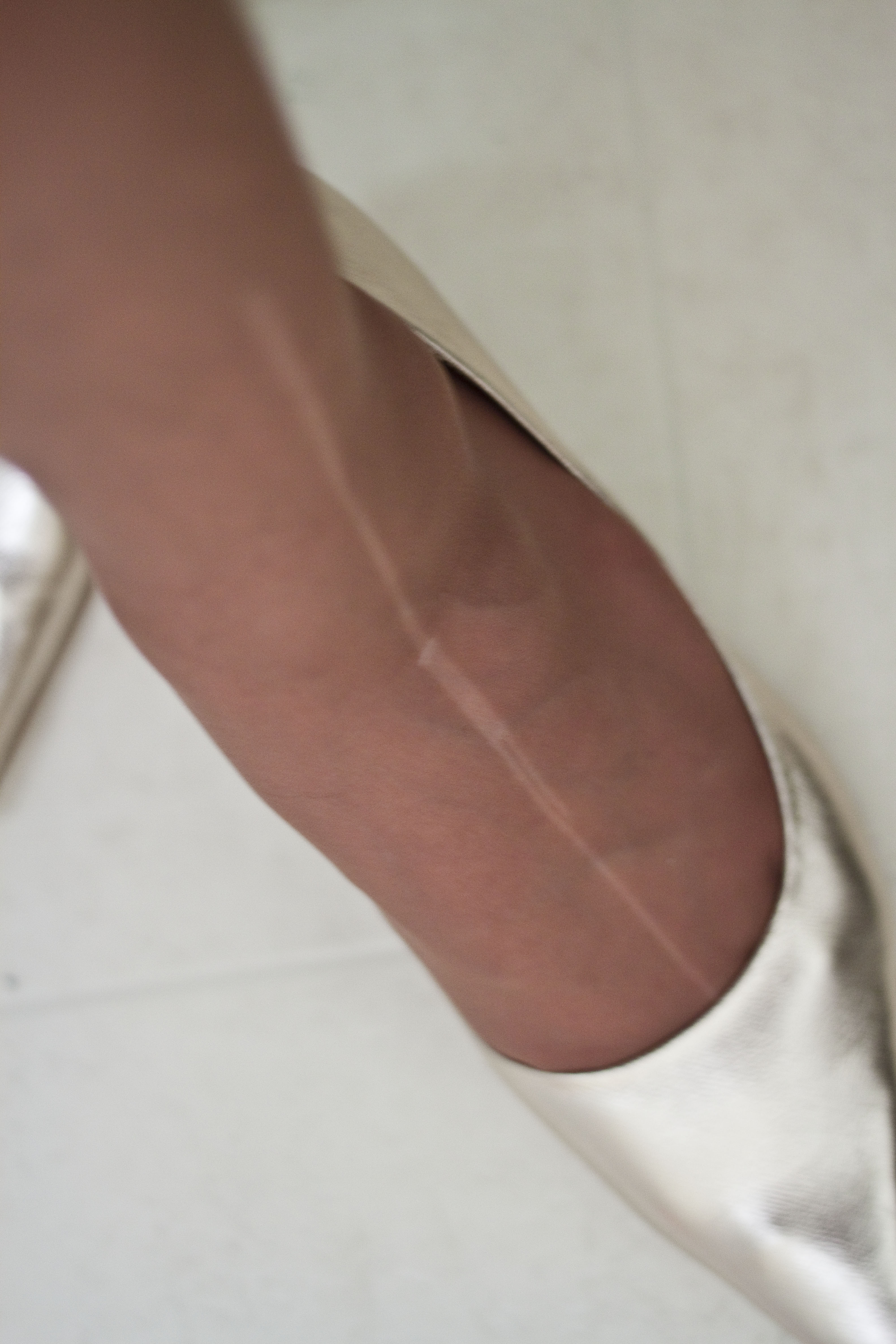
パンティストッキングの伝線

1963年、アメリカで世界初のパンティストッキングが開発され、発売された。これは全米の女性の間で大ブームとなったものの、日本では輸入品だったため、希少かつ高価で庶民には広まらなかった。その後、厚木ナイロン工業（現在：アツギ）の創業者である堀禄助がアメリカ合衆国から取り寄せたパンティストッキングを元に開発を進め、1968年（昭和43年）に初の国産品の製造に着手する。それ以来、日本の女性の間でも大ブームとなり、透明性と着用感を商品開発の主流としてきた。当時は伝線したものを修理する業者なども存在したほど高級品でかつ稀少なものであったが、「女性とパンティストッキングは日増しに強くなった」と形容されるほど量販態勢になって普及品となったうえ、技術の進化で伝線や劣化のしにくい商品が開発されるようになり、社会人女性の通年の靴下として用いられている。
パンティストッキングは当初の着用法としてパンティを穿かずに着用することを想定されていたが、購買者の女性たちの羞恥心から、着用したパンティの上に重ねて着用するようになった。1990年代前半までは、女子中学生・女子高生にとっての身近なファッションとして愛用されていたが、1995年（平成7年）ごろから始まった生脚ブームの到来によって著しく低迷し、1990年代後半からしばらくは社会人女性や一部の学校の制服、冠婚葬祭の場面でしか着用する機会や関心が無い時代が続いた。2012年（平成24年）ごろからのタイツブームによって再び女子中学生・女子高生から社会人女性のパンティストッキングを穿く機会や関心が戻ってきていたが、少子高齢化やズボンが主流のパンツスタイルブームの到来、レギンスのヒットなどによるファッションの変化、さらに新型コロナウイルス感染拡大に伴うイベントや外出の自粛、社会人女性においても在宅勤務が進むなど「新しい生活様式」が社会に広く浸透したこともあり、その影響で2019年（令和元年）ごろより再び売り上げや生産数が急速に悪化し始め、深刻な需要低迷を続けている。このため日本のストッキングを生んだ企業であり、今日でもストッキング製造最大手のアツギも大きな影響を受け、2022年（令和4年）5月までに国内の生産工場を全て閉鎖しそれ以降は中国の生産工場にストッキングの生産を集約することを公式発表する事態にまでになっている。
日本では一般的に、パンティストッキングを「ストッキング」と呼ぶ場合でも、パンティストッキングと捉える。近年では「パンティストッキング」との名称や「パンスト」との略称を嫌う女性も存在し、｢パンティストッキング｣であっても「タイツ」と呼び、靴下類の総称の英語を用いた「Hosiery（ホーザリー）」のほか、メーカーも透けるという意味の「Sheer」を付けた「SheerTights（シアータイツ）」の名称で販売している。
通常の用途以外ではパンストを頭からかぶり、その状態でお互いに綱引きのように引っ張り合う、俗に言う「パンスト相撲」がバラエティ番組などの罰ゲームで定番となっている。パンスト自体が肌を締め付ける構造のため、顔から被ったときに表情が大きく変化するため笑いをとることでも知られる。また、映画やテレビドラマなどでは銀行強盗が「マスク代わりにパンストを被る」というシーンが多く、強盗のステレオタイプのひとつしても知られている。1988年公開のドイツ映画『Die Katze（ドイツ語で猫の意味）』では、銀行に押し入った犯人が暑さのあまりパンストを外してしまい、共犯者に「だから絹のマスクにしておけって言ったのに」と窘められるシーンがある。『笑点』の大喜利でも泥棒キャラの三遊亭小遊三が度々「パンストを被って銀行に行く」と答えている。

## 編み方

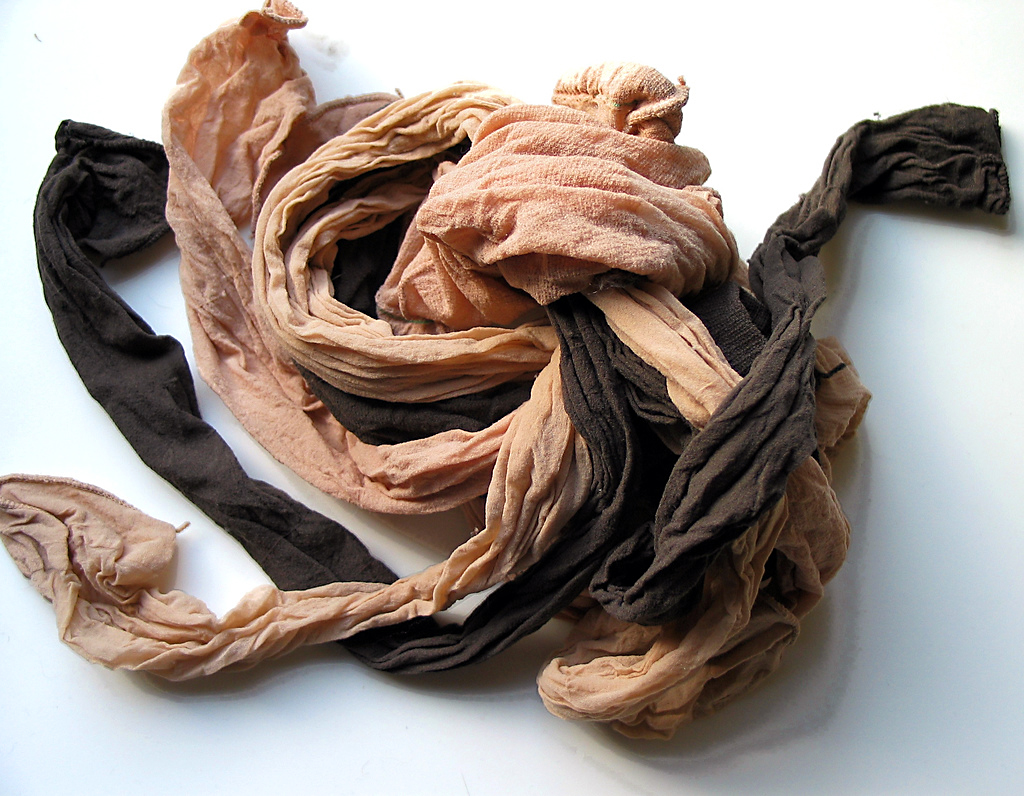
様々なパンティストッキング

ストッキングの編み方には交編とゾッキ編みがある。それぞれの長所、短所は以下の通りである。
交編
ナイロン糸とポリウレタンのサポート糸を一段毎に交互にメリヤス編みで編む。
長所
- ナイロン糸は光を通しやすいため、透明感やつやが出やすい。

短所
- ナイロン糸とサポート糸の引っ張り合う力が違うため、横線が発生しやすい。
- ノンラン加工ができない。

ゾッキ編み
ポリウレタンのサポート糸のみをメリヤス編みで編む。
長所
- 網目が詰まっており、履き心地がなめらかである。

短所
- ポリウレタンのサポート糸は光を通しにくいため、透明感やつやが出にくい。

## 付加機能
様々な機能を付けたストッキングが製造されている。
消臭加工
染色時、あるいは染色後、消臭効果がある薬品に漬ける。
UV加工
紫外線吸収剤を繊維に加工する。
香り付き加工
ストッキングを丸ごと香料につける製法と、繊維の間に香りのマイクロカプセルを接着する製法がある。
ノンラン加工
糸の交点を高温で溶かして糸同士を接着する。伝線しにくくなる。